# 淮水竹亭 〜宿命の盟約〜
『淮水竹亭 〜宿命の盟約〜』（わいすいちくてい〜しゅくめいのめいやく〜、原題：淮水竹亭、英題：Love in Pavilion）は、2025年に動画配信サービスiQIYIにて放送された中国のネットドラマ。
劉詩詩、張雲龍が主演を務め、呉宣儀（ウー・シュアンイー）、翟瀟聞（ジャイ・シャオウェン）、侯明昊（ホウ・ミンハオ）、沈月（シェン・ユエ）、陳鈺琪（チェン・ユーチー）、丁禹兮（ディン・ユーシー）、章若楠（ジャン・ルオナン）、孟子義（モン・ズーイー）、彭小苒（ポン・シャオラン）、周潔瓊（ギョルギョン）などが共演する侠義時代劇である。本作は、2025年4月28日よりiQIYIにて独占配信された。
庹小新によるマンガ『縁結びの妖狐ちゃん』を原作とし、人間と妖怪が対立する緊張状態の中、二大名家である東方家と王権家の当主、東方淮竹と王権弘業が、「一気盟」を再建し混乱を鎮めるために協力し合う物語を描いている。

## 配信プラットホーム
| 配信サイト  | 所在地   | 配信開始日時  | 時間   | プラットホーム |
| iQIYI       | 中国大陸 | 2025年4月28日 | 18：00 | ウェブサイト   |
| iQIYI国際版 | 海外     | 2025年4月28日 | 18：00 | ウェブサイト   |

## あらすじ
太古の時代、人間と妖怪は共存していた。傲来三少は、黒狐が人々の心を惑わすのを防ぎ、人間と妖怪の両族の安全を守るため、「圈内」と「圈外」を定めた。
王権家、東方家などの名門世家によって「一気盟」が結成され、また稽査司が設置されて盟内のすべての事象を取り締まることとなった。同時に、妖族の南垂、塗山、西西域、御妖国など多方面の勢力と協力し、黒狐および外圈の脅威に対抗している。
一方、冷たく見えるが熱い心の持ち主の剣仙・王権弘業、天眼を持つ楊家の楊一嘆、張家の家主・張正など、八大世家の二世たちは「仮面団」を結成。世界の秘密を解き明かし、人間と妖怪の平和を守り、公平と正義を貫くために、冒険の旅へと出発した。

## キャスト

### 主演
| 俳優                    | 役       | 紹介 | 声優   |
| 劉詩詩                  | 東方淮竹 | 神火山荘のお嬢様 → 王権山荘の女主人 一気盟のメンバーで、王権弘業の妻。東方秦蘭の姉で、王権富貴の母。 冷静で知恵に富み、勇敢かつ断固とした意志を持ち、体内には純粋な火属性の力があり、自由自在に火を操ることができる。毒蜘蛛の妖怪との戦いでは、仮面団の助けを得て勝利を収め、神火山荘の主の座を受け継ぐ。王権弘業とともに幾多の困難を乗り越え、苦楽を共にするなかで、徐々に心を通わせていく。 だが金人鳳の策略で東方家が襲撃されると、王権弘業の助けによって山荘から脱出。 王権弘業と結婚した後も、父の仇を討つために金人鳳に復讐しようとしたが、負けた。家族再興のため、「道門兵人」計画を提案。東方霊力と王権秘法を融合し新世代の強力な妖族対抗勢力を育成する計画に携わる。東方淮竹はその後、弘業の子を妊娠。子どもには王権富貴と名づけられ、剣術や知恵を一身に授けられた。しかし彼には血にまつわる不運がある。最終的に東方淮竹は命を落とす直前に、弘業が剣心を見つけることを願った。 | 陸庚宜 |
| 張雲龍 少年時代：劉若谷 | 王権弘業 | 剣先生、王権山荘の御曹司→王権山荘の当主 仮面団のリーダーであり、一気盟のメンバー。東方淮竹の夫、王権醉の兄、王権富貴の父。 粘り強くて冷静、正義感が強い。国や道門の使命を胸に刻み、必要な時には戦場に赴き、剣術を駆使して前線で戦う。東方淮竹とは長い付き合いの中で心を通わせるようになり、二人の絆は次第に深まっていく。 仮面団の仲間とともに「圈外」に行った冒険は、弟を失われ、また剣心もなくされ、悲しみに沈んだ。東方淮竹の危機を知った後、神火山荘へと向かい、淮竹を救った。 淮竹の臨終に立ち会い、彼女の最期の言葉に心を揺さぶられ、復讐心と正義感に目覚め、富貴の教育に命を捧げる決意をした。淮竹への思いを胸に、表には出さないが彼女に対する深い愛情と責任感を持っている。 | 谷江山 |

### 仮面団
| 俳優                    | 役       | 紹介 | 声優   |
| 張雲龍 少年時代：劉若谷 | 王権弘業 | 主演にご参照 | 谷江山 |
| 翟瀟聞 少年時代：鯤羽   | 楊一嘆   | 三識神君 仮面団の二番目のナンバー。一気盟・天眼楊家の若き当主。 生まれつき血液が凝固せず、12歳で「天眼」を開眼。敵の気の流れを見抜き、弱点を見破ることができ、さらに敵の術法をコピーする能力も持つ。扇を彫るのが趣味で、「東籬先生の異名を持つ。圈外で、自らの天眼を抉り血を流して死亡。                   | 任京浩 |
| 陳宥維                  | 李自在   | 無定刀君 仮面団の三番目のナンバー。桃園李家の長男で、李去濁の兄。 護符と呪文の作成に長けている。弟・去濁を溺愛しており、もとは法宝製作の達人だったが、羅刹鳥の毒に侵された弟を救うため、右手を自ら切り落として解毒薬と交換した。圈外にて、「命を引き換える符」を用いて李去濁を救い、霊体を爆発させて死亡。 | 蘇尚卿 |
| 趙一博                  | 李去濁   | 千機童子 仮面団の四番目のナンバー。桃園李家の次男で、李自在の弟。 法宝製作に才能を持ち、複雑な法宝を発明・修復する能力がある。圈外で、黒狐に操られて両脚を自ら破壊した。 | 胡霖   |
| 孟子義                  | 青木媛   | 妙玉仙子 仮面団の五番目のナンバー。青木家の令嬢で、如意楼の楼主。 情報収集に長けており、青木家の銀楼は全国に網の目のように広がって、それぞれが情報の拠点となっている。圈外で、黒狐に殺害された。 | 毛盈盈 |
| 孫子航                  | 鄧七岳   | 不動地蔵 仮面団の六番目のナンバー。 石化術の達人で、敵だけでなく自らをも石化することで欠点を補うことができる。実力は強い鄧家の出身であり、相手の法宝すら石化できる。圈外で、黒狐に操られた楊一嘆に殺害される。                                                                                             | 楊昕燃 |
| 吴宣儀 少年時代：張月瀅 | 王權醉   | 幻夢剣客 仮面団の七番目のナンバー。一気盟所属。王権山荘の令嬢で、王権弘業の妹。 3歳で催眠術を使いこなし、6歳で物を操る能力を持つなど、精神系の術法に天才的な才能を示す。圈外で、黒狐に操られた楊一嘆に殺害された。                                                                                         | 蔡海婷 |
| 丁禹兮                  | 張正     | 一気盟、黒剣山荘の張家少主 武術の天才。ある事故により体調が悪化し、不治の病にかかる。死期を悟り、自らの意思で阿那然と身分を交換。後に生き埋めにされて死亡。 | 魏一凡 |
| 丁禹兮                  | 阿那然   | 黑剣 仮面団の八番目のナンバー。一気盟、黒剣山荘の張家家主。阿那顏の息子。 見た目が張家の少主と瓜二つで、少主の影武者として買われた存在。少主が死亡した後、張正として振る舞う。圈外で、黒狐に操られた青木媛に殺害される。                                                                                   | 魏一凡 |

### 南垂
| 俳優   | 役       | 紹介 | 声優 |
| 葛四   | 歓都擎天 | 南垂の毒皇。百目妖君の叔父。 三千年の修行を積み、「歓都無敗」の異名を持つ。 | 林強 |
| 侯明昊 | 百目妖君 | 南垂の蜘蛛妖王。毒皇の甥。 全身に金色の眼を持ち、各眼には百年分の修為が宿り、妖力は非常に強大。毒娘子のために「摘星楼」を築き、南宮家の者を殺害した。後に南垂の妖族を守るため、自らの妖丹を取り出し、消滅する。 |      |
| 陳钰琪 | 毒娘子   | 一族の族長が楼閣建設に熱中し、南宮家の金糸楠木を無断で伐採したことにより一族が滅ぼされ、唯一生き残った人物。その後、百目妖君を連れて修行を再開する。                                                            |      |
| 姜熙饒 | 蜘蛛妖姉 | 逃走中に南宮垂に捕らえられたが、楊一嘆と王権醉によって救出される。 |      |
| 張慧子 | 蜘蛛妖妹 | 逃走中に南宮垂に脚を射られたが、楊一嘆と王権醉によって救出される。 |      |

### 一気盟

#### 王権山荘
| 俳優                | 役       | 紹介 | 声優   |
| 馬德鐘              | 王権守拙 | 一気盟の盟主であり、王権山荘の荘主。王権弘業と王権酔の父。 「圈内」と「圈外」の間にある「苦情の樹」の連結を断ち切るため、単身で圈外へ赴き、そこで命を落とす。 | 敖磊   |
| 張雲龍 少年：刘若谷 | 王権弘業 | 主演にご参照 | 谷江山 |
| 吴宣儀 少年：張月滢 | 王権酔   | 仮面団にご参照 | 蔡海婷 |
| 崔奕欣              | 王権富貴 | 東方淮竹と王権弘業の子。 王権家最強の存在であり、「最強の道門兵人」と称される。狐妖小红娘王權篇§領銜主演にご参照                                              |        |
| 范明                | 費管家   | 王権山荘の執事。 | 奕立勝 |
| 穆軒泰              | 風剣侍   | 王権山荘の四大護法の一人。 |        |
| 謝耀聲              | 雨剣侍   | 王権山荘の四大護法の一人。 |        |
| 于浩                | 雷剣侍   | 王権山荘の四大護法の一人。 |        |
| 石龍瑋              | 電剣侍   | 王権山荘の四大護法の一人。 |        |
| 賀玲                | 阿蕪     | 王権山荘の侍女。 |        |

#### 神火山荘
| 俳優   | 役       | 紹介 | 声優   |
| 趙濱   | 東方初日 | 神火山荘の荘主。淮竹と秦蘭の父。慢性毒を盛られ、金人鳳の「血液交換の秘術」により血を奪われ、命を落とす。 | 湯水雨 |
| 楊明娜 | 江倦雪   | 神火山荘の女主人。淮竹と秦蘭の母。 元・御妖国北山派の聖女。九惑と珈藍の怨気が消えず、生贄として捧げられるが、生き延びるため黒狐の脅迫により淮竹を出産。黒狐の魂の欠片が淮竹の体内に入り込んだ。後に自身の霊力と命すべてを捧げ「夕霧花」を供物とし、淮竹にそれを吸収させ、魂片の覚醒を抑えた。 | 王瑜   |
| 劉詩詩 | 東方淮竹 | 主演にご参照 | 陸庚宜 |
| 沈月   | 東方秦蘭 | 神火山荘の次女。東方淮竹の妹で、東方月初の母。 明るく活発で食いしん坊。額には神火の花鈿があり、体内に純質の陽炎を宿し、自由に炎を操ることができる。金人鳳が師を殺して位を奪った後、姉・淮竹によって山荘から脱出させられ、それ以来再会していない。                                             | 簡単   |
| 黃志瑋 | 金人鳳   | 神火山荘の首席弟子。陰険で冷酷、強い力を得るためにはなんでもできる。 もとは九惑と協力関係にあったが、後に黒狐と手を組み九惑を裏切った。「血液交換の秘術」で東方初日の霊血を奪うも、その血は再生せず。東方淮竹と王権弘業の攻撃により重傷を負い、失血により急激に老化した。                     | 張鐸   |
| 阿斯如 | 小東     | 神火山荘の弟子。賭博好きで野心家。盗みが発覚し、金人鳳に捕まった。地位を得るために命令に従い、東方初日の薬に毒を入れる。 |        |
| 孟子葉 | 玉萍     | 神火山荘の侍女。金人鳳が東方初日を殺害することを目撃。 |        |

#### 南宮水榭
| 俳優   | 役     | 紹介 | 声優 |
| 湯鎮業 | 南宮夜 | 南宮家の家主。南宮垂の父。裏で黒狐と手を組み、盟主の座を狙うが、妖剣の反噬を受け、王権弘業に討たれる。                  | 巴赫 |
| 張博之 | 南宮垂 | 南宮家の若当主。南宮夜の息子。 冷酷非情で人に厳しい。衛長に命じて殺人を行わせたことが発覚し、「混天典獄」に収監される。 |      |

#### 天眼楊家
| 俳優              | 役     | 紹介 | 声優   |
| 李寶安            | 楊還舟 | 天眼楊家の家主。楊鷹と楊雁の父で、楊一嘆の祖父。名誉を重んじ、血統を重視。黒狐と協力したが、黒狐に操られた楊一嘆に殺害される。                           | 趙哲豪 |
| 解子騰            | 楊鷹   | 楊雁の兄、楊一嘆の叔父。 |        |
| 章若楠            | 楊雁   | 楊一嘆の叔母。東方淮竹の親友。木小五の妻で、木蔑の母。木小五の死後、髪を切り落として楊家と絶縁し、隠遁生活に入る。                                       | 趙夢嬌 |
| 翟瀟聞 少年：鯤羽 | 楊一嘆 | 仮面団にご参照 | 任京浩 |
| 陳若軒            | 木小五 | 本名は木人直。家族の中で5番目の子。楊雁の夫で、木蔑の父。 南の貧しい家の出身で、願いは北方の雪を見ること。結婚式の日に稽査司に捕らえられ、拷問の末死亡。 | 唐国勝 |

#### 各大世家
| 俳優   | 役              | 紹介 | 声優   |
| 丁禹兮 | 張正 （阿那然） | 一気盟・黒剣山荘の張家若当主。 黑剣、仮面団八番目のメンバー。一気盟・黒剣山荘の張家家主。阿那顔の息子。仮面団にご参照 | 魏一凡 |
| 孫玥   | 顧賀年          | 顧家の家主。妖剣の反噬を受けた南宮夜に殺される。                                                                      |        |
| 王禹錚 | 程嶺            | 程家の家主。 |        |
| 蘇少輝 | 周家主          | 周家の家主。 |        |
| 李智   | 韓家主          | 韓家の家主。 |        |
| 建康   | 稽査司の衛長    | 稽査司の衛長。非常に横柄な態度をとり、南宮垂と共に木小五に濡れ衣を着せた。陰謀が暴かれた後、王権弘業に討たれる。      | 李楠   |

### 碧落城
| 俳優                             | 役         | 紹介 | 声優   |
| 林柏叡                           | 九惑       | 黄泉族の天妖。御妖国の地下祭壇に五百年間封印されていた。 楊還舟の操作により、王権弘業に解放される。東方淮竹を伴い20年後の碧落城で金晨曦を修復し、「圈外」の突破を試み、珈藍を救出。 苦情の樹（圈内外を繋ぐ霊樹）を繋げるため全霊力を消耗。王権弘業に重傷を負わされ消滅。死の間際、「黒狐を殺し、珈藍を解放してほしい」と頼む。 | 史澤鯤 |
| 彭小苒 少年：張婉兒 童年：李洛伊 | 珈藍       | 塗山の狐妖。天地の怨念から生まれた天生の「悪種」。 地下祭壇に幽閉されていた九惑を助けるために動くが、北山老祖により肉体を奪われ生贄とされる。 「恨の力」を吸収し続け、妖と人を操って争わせることができるように。憎悪によって本来の自己を完全に失い、「黒狐娘娘」として覚醒。結界を突破して永夜をもたらす。 圏外の世界では楊一嘆の天眼を操り、全員の能力を読み取り、それを利用して仮面団を壊滅に追い込む。最終的に王権弘業により重傷を負う。 | 路小漫 |
| 劉詩詩                           | 淮竹       | 黄泉族の左護法。額には曼陀羅の花鈿がある。 黒狐に「完璧な器」として選ばれ、体内に九惑が注入した珈藍の妖力が宿る。 その妖力の強大さから新たな人格が形成された。正体は東方淮竹。 | 陸庚宜 |
| 周潔瓊                           | 翠玉鳴鶯   | 水蛭族の長老。妖界の医者。青目と赤目、2つの人格を持つ。 弟子の小曇を探して白玉村を訪れ、毒を盛られ金晨旅館で霊力精製のため拘束される。死の淵で赤目の人格が現れ、青目を連れて逃走。赤目は金晨曦の欠片の1つ。木蔑に好意を抱く。 | 熊小小 |
| 秦晓轩                           | 木蔑       | 楊雁と木小五の子。楊一嘆の従弟。純朴で誠実、情に厚く人を疑わない。楊一嘆の助けで天眼を開き、仮面団の術法を学んだ。赤目の翠玉鳴鸞に好意を持つ。 | 楊凱琪 |
| 李雅男                           | 夜淵       | 黄泉族の右護法。金晨曦が欠片を失ったため、九惑に妖丹を奪われる。 | 張赫   |
| 馮藝然                           | 狂女       | 如意楼の廃墟で妖に襲われた際、王権弘業・王権醉・楊一嘆に救われる。その後、碧落城へ導く。 |        |
| 邢洋                             | 狼妖       | 碧落城で御妖師に追われ、左護法に冤罪を訴えた後、金晨旅館に向かい、最終的に金晨曦の欠片とされる。 |        |
| 李保峰                           | 御妖師     | 碧落城で御妖符を使い妖を操るが、淮竹に殺される。 |        |
| 董祁明                           | 旅館の主人 | 金晨旅館の経営者。庇護を求めた妖たちを捕え、金晨曦の欠片に精製する。 |        |
| 丁志勇                           | 孫村長     | 白玉村の村長。翠玉鳴鸞を逃した責任で夜淵に村ごと殺される。 |        |
| 林旭                             | 孫元寄     | 孫村長の息子。翠玉鳴鸞を捕まえられず、夜淵に殺される。 |        |
| 闕琳娜                           | 貓妖       | 孫元寄に囮とし、翠玉鳴鸞をおびき出すために利用される。 |        |

## 制作
このドラマは2023年9月に出演するキャストを発表し、同年12月にクランクアップ。